# Grace (альбом)
Grace (рус. Изящество; благодать) — единственный студийный альбом американского музыканта Джеффа Бакли, выпущенный в США лейблом Columbia Records в 1994 году.
Альбом занимает 304-ю позицию среди 500 величайших альбомов всех времён по версии журнала Rolling Stone.

## История создания
Записав свой первый мини-альбом Live at Sin-é, Джефф испытал сильное желание работать в группе. Летом 1993 года он знакомится с Миком Грондалом (бас-гитара), и вдвоём они начинают работать над песнями. Чуть позже к Бакли присоединяется гитарист Майкл Тайе. Но барабанщика в группе по-прежнему не было. Осенью 1993 года Бакли пригласил на прослушивание Мэтта Джонсона. По словам Джонсона, они понимали друг друга с полуслова: поджемовав вместе пару часов, они получили костяк будущей «Dream Brother». Джефф тут же утвердил кандидатуру Джонсона. Запись альбома началась уже через 2 недели.
Несмотря на то, что контракт был заключён только с Джеффом, участники группы не чувствовали себя ущемлёнными в процессе записи. Майкл Тайе: «Между нами была эмоциональная и музыкальная связь. Мы были друзьями, и я не чувствовал себя на вторых ролях. Мы в самом деле были группой — и это было здорово».
Исполнительный продюсер альбома Стив Беркович отмечал, что «Джеффа было трудно приструнить в плане расписания. Его ум переключался с одного на другое — всё время новые мысли, что было очень здорово… Но для записи альбома было очень важно заставить его сосредоточиться и довести до конца часть работы, чтобы не потерять основную нить. <…> Ему всегда хотелось чего-то нового, он постоянно переписывал тексты или мелодии песен».
Мэтт Джонсон: "У него не было достаточного количества песен для альбома — по-крайней мере, которые нравились бы ему. Может быть, и были, но он их не показывал. Так было до «So Real», написанной вместе с Майклом вне студии, после завершения основной работы. Он был взбудоражен: «Мой альбом спасён! У меня есть „So Real“». Эта песня изменила его эстетическое восприятие всего альбома в лучшую сторону".
Карл Бергер, занимавшийся созданием струнных аранжировок для Grace, хорошо сработался с Джеффом; последний был вовлечён в процесс создания как редактор, выбирал и предлагал свои идеи:
Для меня это было сродни королевскому визиту - общение с тем, кто разбирается в аранжировке струнных инструментов. Потому что добавление струнных меняет звучание всего аккорда, меняет всё. Эта работа была настоящим подарком.
Сведение альбома заняло несколько месяцев. Джефф «никак не мог успокоиться — он не мог решить, какой из вариантов ему больше нравится. У него было миллион идей из всех музыкальных стилей — и невероятная способность делать так, как ему хочется».

## Композиции
«Mojo Pin» и «Grace» были написаны в период сотрудничества Бакли с гитаристом Гэри Лукасом. Первичные варианты «Grace» («Rise Up to Be») и «Mojo Pin» («And You Will») без вокала Бакли можно найти в альбоме Лукаса Level the Playing Field; черновые варианты композиций — на сборнике Songs to No-One 1991—1992. Лукас принял участие и в записи альбома Grace.
«Mojo Pin» впервые была издана в 1993 году в мини-альбоме Live at Sin-é EP. По словам Бакли, «эта песня о мечте о темнокожей женщине… Иногда, когда ты чувствуешь, что тебе нужно… вся вселенная говорит, что тебе нужна она, ты начинаешь смотреть её любимые телешоу ночами напролёт, начинаешь покупать ей какие-то вещи, начинаешь курить её ужасные сигареты, улавливаешь нюансы в интонации её голоса, спокойно спишь в подчас опасных местах… Это и называется „Mojo pin“». Композиция является психоделической мелодией с вкраплениями альтернативного рока, возрастающими по ходу песни. Зависимость от человека передаётся через причудливые картины лирики.
«Lilac Wine» — песня, написанная Джоном Шелтоном в 1950 году для мьюзикла «Dance Me a Song». Бакли записал её под впечатлением исполнения Нины Симон. Версия Бакли использована в триллере Гийома Кане «Не говори никому».
Гитарную партию к «So Real» придумал Майкл Тайе. Композиция была записана в короткий срок; впечатлённый результатом, Джефф попросил отредактировать получившуюся запись для би-сайда. Впоследствии «So Real» вошла в альбом.
«Hallelujah» была записана под впечатлением версии Джона Кейла для трибьют-альбома Леонарду Коэну I'm Your Fan. Впечатлённый Джефф выучил её всего за одну ночь перед выступлением в кафе Sin-é. Версия Бакли отличается от оригинала — «Леонард не стал её записывать с такими словами по определённым причинам». «Тот, кто слушал Hallelujah, поймёт, что это песня о любви, о сексе, о жизни на земле. Hallelujah не о почитании бога или идола, это — ода жизни и любви».
Версия «en:Corpus Christi Carol» базируется на версии британской певицы Дженет Бейкер. С этой песней Джеффа познакомил его друг, и Бакли решил добавить её в альбом в качестве признательности. В его интерпретации это — «сказ о герое, его любимой, о соколе и склепе с раненым рыцарем и телом Иисуса Христа».
«Eternal Life» продиктована злостью на человека, который стрелял в Мартина Лютера Кинга, Второй мировой войной, резнёй в Гайане и преступлениями семьи Мэнсона.
«Dream Brother» посвящена Крису Дауду, бывшему участнику группы англ. Fishbone. Дауд и Бакли были друзьями ещё во времена проживания последнего в Лос-Анджелесе. «Он в беде. Эта песня для него. Я знаю, к чему может привести самоуничтожение, и попытался предупредить его. Но я — большой лицемер, потому что в ночь, когда я позвонил ему и сообщил о песне, у меня самого была передозировка хеша, и на следующее утро я чувствовал себя отвратительно. Очень сложно не поддаваться отрицательным чувствам. Жизнь — это полный хаос».

## Обложка
Фотография для обложки выбрана Джеффом собственноручно. По мнению журналиста Rolling Stone, она «отражает противоречивую натуру Бакли, одетого в блестящую куртку, но выглядящего мрачным и угрюмым: настороженность по отношению к музыкальному бизнесу — и контракт с одной из крупнейших музыкальных компаний; разочарование в индустрии — и внешний вид кинозвезды».

## Уровень продаж и отзывы критиков

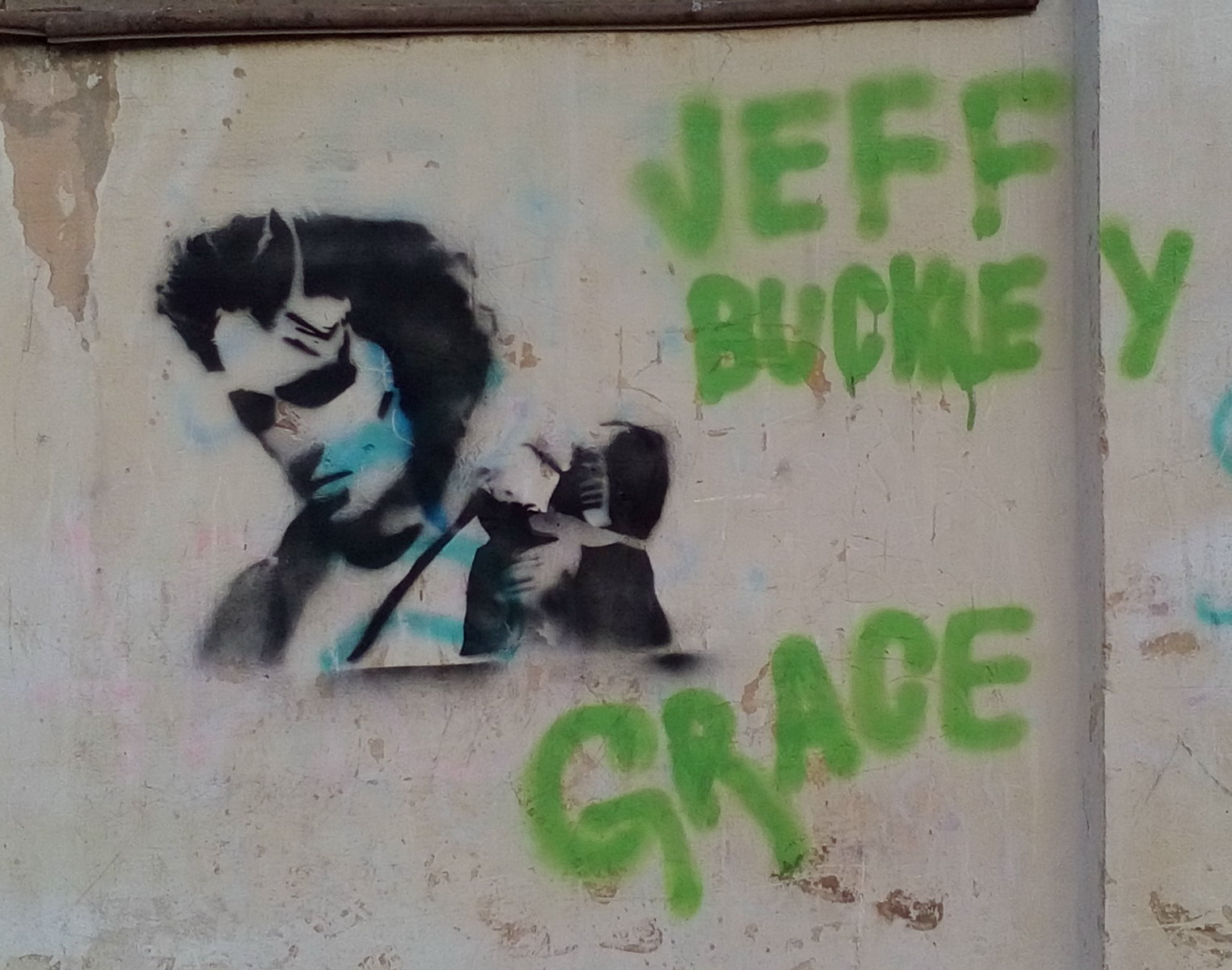

Первоначально альбом имел плохие продажи (2000 копий в первую неделю, № 149 в США) и получал смешанные рецензии, но постепенно приобрёл признание как со стороны критиков, так и со стороны слушателей. Во всём мире было продало более 2 миллионов копий.
Расширенная версия альбома, получившая название «Legacy Edition», вышла 24 августа 2004 года и заняла 44-е место в Великобритании. Спустя 13 лет после первоначальной даты выпуска альбом повторно вошёл в чарты Австралии под номером 44 и в настоящее время завоевал 6-кратно платиновый статус.
Читатели журнала Q в 1998 году поставили Grace на 75-место среди лучших альбомов всех времён; схожее голосование было проведено в 2006 году, и альбом удостоился 13-й строки. По результатам опроса, проведённого ABC, Grace оказался вторым по популярности альбомом австралийцев в 2006 году. Журнал Guitar World в 2014 году поставил альбом на 18 позицию своего списка канонических альбомов 1994 года.
Кавер-версия композиции Леонарда Коэна «Hallelujah» находится на 259-м месте в списке 500 лучших песен всех времён журнала Rolling Stone, а сам альбом находится на 304-м месте в аналогичном списке альбомов. В 2013 году композиция «Hallelujah» в версии Джеффа Бакли была внесена в Национальный Регистр Звукозаписи при Библиотеке Конгресса США.

## Список композиций
| №   | Название                           | Автор(ы)                                  | Длительность |
| --- | ---------------------------------- | ----------------------------------------- | ------------ |
| 1.  | «Mojo Pin»                         | Jeff Buckley, Gary Lucas                  | 5:42         |
| 2.  | «Grace»                            | Jeff Buckley, Gary Lucas                  | 5:22         |
| 3.  | «Last Goodbye»                     | Jeff Buckley                              | 4:35         |
| 4.  | «Lilac Wine»                       | J. Shelton                                | 4:32         |
| 5.  | «So Real»                          | Jeff Buckley, Michael Tighe               | 4:43         |
| 6.  | «Hallelujah»                       | Leonard Cohen                             | 6:53         |
| 7.  | «Lover, You Should Have Come Over» | Jeff Buckley                              | 6:43         |
| 8.  | «Corpus Christi Carol»             | Benjamin Britten                          | 2:57         |
| 9.  | «Eternal Life»                     | Jeff Buckley                              | 4:52         |
| 10. | «Dream Brother»                    | Jeff Buckley, Mick Grondahl, Matt Johnson | 5:25         |

Изначально в альбом должна была войти «Forget Her», впоследствии заменённая на «So Real». В некоторых изданиях «Forget Her» фигурирует в качестве бонус-трека.

### Legacy Edition
Расширенное издание альбома включает бонусный диск с ранее не издававшимися записями.
| №   | Название                         | Автор(ы)                                              | Длительность |
| --- | -------------------------------- | ----------------------------------------------------- | ------------ |
| 1.  | «Forget Her»                     | Jeff Buckley                                          | 5:12         |
| 2.  | «Dream Brother» (Alternate Take) | Jeff Buckley, Mick Grondahl, Matt Johnson             | 4:56         |
| 3.  | «Lost Highway»                   | Leon Payne                                            | 4:24         |
| 4.  | «Alligator Wine»                 | L. Lieber, J. Stoller                                 | 3;20         |
| 5.  | «Mama, You Been on My Mind»      | Bob Dylan                                             | 3:26         |
| 6.  | «Parchman Farm Blues»            | Bukka White                                           | 6:18         |
| 7.  | «The Other Woman»                | J. M. Robinson                                        | 3:06         |
| 8.  | «Kanga-Roo»                      | A. Chilton                                            | 14:08        |
| 9.  | «I Want Someone Badly»           | N. Larson (of Shudder to Think)                       | 2:36         |
| 10. | «Eternal Life» (Road Version)    | Jeff Buckley                                          | 4:48         |
| 11. | «Kick Out the Jams»              | F. Smith, D. Tomich, M. Davis, W. Kramer, R. Derminer | 3:05         |
| 12. | «Dream Brother» (Nag Champa Mix) | Jeff Buckley, Mick Grondahl, Matt Johnson             | 5:33         |
| 13. | «Strawberry Street *»            | Jeff Buckley, Goodsight, McNally                      | 5:21         |

(* — в треклисте не обозначена)

## Чарты
| Чарт                                                  | Позиция |
| ----------------------------------------------------- | ------- |
| ARIA Charts                                           | 9       |
| Ultratop                                              | 39      |
| MegaCharts                                            | 84      |
| Syndicat National de l’Édition Phonographique         | 47      |
| Federazione Industria Musicale Italiana               | 73      |
| International Federation of the Phonographic Industry | 38      |
| UK Albums Chart                                       | 22      |
| Billboard 200                                         | 149     |

| Год  | Сингл          | Чарт                 | Позиция |
| ---- | -------------- | -------------------- | ------- |
| 1995 | «Last Goodbye» | Modern Rock Tracks   | 19      |
| 1995 | «Last Goodbye» | UK Singles Chart     | 54      |
| 2008 | «Hallelujah»   | US Hot Digital Songs | 1       |
| 2008 | «Hallelujah»   | UK Singles Chart     | 2       |

## Сертификации
| Страна    | Организация | Сертификация    |
| --------- | ----------- | --------------- |
| Австралия | ARIA        | 6× платиновый   |
| Европа    | IFPI        | платиновый      |
| Франция   | SNEP        | 2× золотой диск |
| США       | RIAA        | золотой диск    |

## Участники записи
Джефф Бакли — продюсер, вокал, гитара, орган, дульцимер, гармониум, табла (10)

Мик Грондал — бас-гитара

Майкл Тайе — гитара

Мэтт Джонсон — перкуссия, ударные, вибрафон (10)

Гэри Лукас — гитара (1, 2)

Карл Бергер — струнная секция

Лори Холланд — орган (7)

Миша Масуд — табла (10)

## Дополнительные факты
- Существует так называемая сингл-версия «Hallelujah» продолжительностью около 4 минут; она фигурирует в различных сборниках.
- Джимми Пейдж высказывал высокое мнение о работах Бакли[39] и назвал Grace «возможно, лучшим альбомом десятилетия»[40]. Дэвид Боуи назвал Grace в числе десяти альбомов, которые он бы «взял на необитаемый остров». Когда Бакли узнал об этом, он посмеялся и сказал, что «создал неплохую фан-базу» среди 50-летних рок-звёзд[39].
- В 2019 году, к 25-летию Grace, альбом был переиздан на 180-граммовом виниле, официально издано 4 концертных альбома (Live at Wetlands, New York NY 8/16/94, Live From Seattle, WA, May 7, 1995, Cabaret Metro, Chicago, IL, May 13, 1995 и Live at Columbia Records Radio Hour) и одно из последних демо — «Sky Blue Skin» (сентябрь 1996 года)[25][41]. Помимо этого, было выпущено несколько видео с выступления 10 марта 1994 года в Gleneagles Hotel, Шотландия, и новый видеоклип — концертная версия «Lover, You Should’ve Come Over», записанная 19 февраля 1994 года в Middle East, Кембридж, США[42].
- В 2017 году американская певица Морган Джеймс выложила на своём Youtube-канале вокальный кавер всего альбома Grace[43][44].